# 紀元前777年
紀元前777年（きげんぜん777ねん）は、西暦による年。

## 他の紀年法
- 干支 : 甲子
- 中国
  - 周 - 幽王5年
  - 魯 - 孝公30年
  - 斉 - 荘公贖18年
  - 晋 - 文侯4年
  - 秦 - 襄公元年
  - 楚 - 若敖14年
  - 宋 - 戴公23年
  - 衛 - 武公36年
  - 陳 - 平公元年
  - 蔡 - 釐侯33年
  - 曹 - 恵伯19年
  - 鄭 - 桓公30年
  - 燕 - 頃侯14年
- 朝鮮
  - 檀紀1557年
- ユダヤ暦 : 2984年 - 2985年